# Anarmodia polystriata
Anarmodia polystriata là một loài bướm đêm trong họ Crambidae.